# Apiacá (Espírito Santo)
Apiacá est une municipalité brésilienne située dans l'État de l'Espirito Santo.